# Чанчети
Чанчети (груз. ჩანჩეთი) — село в Грузии, на территории Ланчхутского муниципалитета края (мхаре) Гурия.

## География
Село находится в западной части Грузии, на расстоянии приблизительно 9 километров (по прямой) к западо-юго-западу от города Ланчхути, административного центра муниципалитета. Абсолютная высота — 52 метра над уровнем моря.

## Население
По результатам официальной переписи населения 2014 года, в Чанчети проживало 154 человека (77 мужчин и 77 женщин). В национальной структуре населения грузины составляли 100 %.
| Год  | Население, человек |
| ---- | ------------------ |
| 2002 | 236                |
| 2014 | ↘ 154              |